# Forward guidance
Em macroeconomia, forward guidance, prescrição futura ou orientação futura é o nome da política monetária na qual um banco central divulga periodicamente na imprensa suas previsões e seus prognósticos, de modo a influenciar as expectativas do mercado quanto ao nível dos juros reais futuros.
Esta política monetária pode influenciar o mercado imediatamente após seu anúncio, como estimado  no episódio da 232ª reunião do Copom, na qual previu-se uma redução de até 0,25 pontos percentuais na curva dos juros DI-futuros com maturação de 2 anos, através de uma regressão de dados entre julho e setembro de 2020, possivelmente graças à forward guidance.

=